# Rebecca Nurse
Rebecca Nurse, née Towne (née le 21 février 1621 - pendue le 19 juillet 1692), fut une des victimes notoires des procès dans l'affaire des Sorcières de Salem.
Rebecca Nurse était née en Angleterre, de William Towne et Joanna Blessing. Elle arriva à Salem Village (aujourd'hui Danvers) avec sa famille en 1640. Elle épousa Francis Nurse (1618-1695), qui était également un immigrant anglais, aux alentours de 1645. Le couple eut 7 enfants : Rebecca, Sarah, John, Samuel, Mary Elizabeth, Francis, et Benjamin. Francis était artisan en objets de bois (il fabriquait notamment des plateaux). Il fut le policier de Salem en 1672.
L'affaire des sorcières éclata à Salem en 1692. Rebecca était alors une invalide de 71 ans qui avait donné naissance à 7 enfants et les avait élevés. La famille Nurse était impliquée dans plusieurs litiges fonciers qui avaient pu causer du ressentiment chez d'autres citoyens de la ville. Néanmoins, la plupart des contemporains de Rebecca Nurse avaient de bonnes relations avec elle. La noblesse et la dignité de caractère qu'elle démontra pendant son procès contribua fortement au changement d'attitude de l'opinion publique contre les procès.
Peu de temps après que la première femme a été accusée de sorcellerie, Rebecca Nurse découvrit que son nom avait été mentionné en tant que suspecte. Elle aurait alors dit : « Je suis aussi innocente qu'une enfant à naître, mais sans doute le Seigneur a-t-il découvert en moi un péché dont je ne me suis pas repentie, pour m'éprouver ainsi dans mon grand âge. » Le 23 mars 1692 un mandat d'arrêt fut lancé contre elle, sur la plainte de Edward et John Putnam (oncles d'Ann Putnam). La famille Putnam était l'une de celles qui étaient en litige avec les Nurse. Comme dans les autres affaires, l'audience de Rebecca devant les juges fut accompagnée de « grands bruits par les possédées » (great noyses by the afflicted). Rebecca répéta qu'elle était innocente mais fut incarcérée à la prison de Salem. Elle fut mise en accusation le 2 juin 1692 et contrainte à un examen physique par un jury de femmes. Elles découvrirent ce que la majorité d'entre elles pensèrent être une marque du démon ; quoique deux d'entre elles exprimèrent leur désaccord en indiquant que la marque avait une cause naturelle. Rebecca demanda que la marque soit examinée par d'autres personnes, avant le renvoi devant la cour de jugement, mais sa requête fut rejetée.
Rebecca Nurse fut jugée le 29 juin 1692. On comptait, au nombre de ses accusateurs, les quatre jeunes filles qui avaient causé la crise d'hystérie collective anti-sorcière, le révérend Parris et plusieurs membres de la famille Putnam. Rebecca fut défendue par un de ses fils, son gendre et sa bru. En outre, une quarantaine de citoyens de Salem Village signèrent une pétition pour témoigner de son caractère. Le jury la déclara d'abord non coupable. Certains des accusés avaient avoué pratiquer la sorcellerie en espérant échapper à la peine de mort. Une de ces femmes, dame Hobbs, murmura « elle est l'une des nôtres ». Dans cette circonstance, le juge demanda que le verdict soit reconsidéré. Lorsqu'on demanda à Rebecca Nurse ce qu'avait voulu dire dame Hobbs, elle ne donna aucune réponse. Plus tard, elle déclara qu'elle n'avait pas entendu la question, parce qu'elle était dure d'oreille, et que « l'une d'entre nous » signifiait qu'elles étaient emprisonnées ensemble. Le gouverneur commua la sentence, mais quand les accusateurs de Rebecca renouvelèrent leurs protestations, il revint sur sa décision.

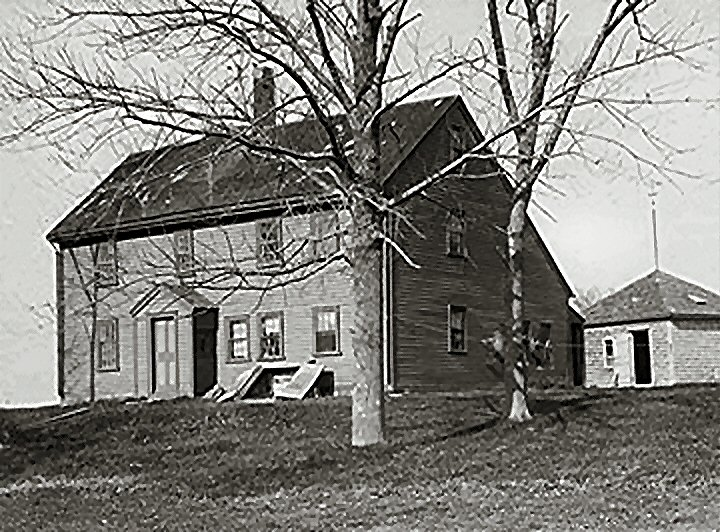
Maison de Francis et Rebecca Nurse

Rebecca Nurse fut excommuniée le 3 juillet 1692, « abandonnée au démon et à la damnation éternelle ». Le 19 juillet 1692, elle fut conduite en charrette avec quatre autres femmes à Gallows Hill (colline du gibet) et pendue. L'une des sœurs de Rebecca, Mary Towne Estey, fut également pendue pour sorcellerie.
En 1703, des indemnités furent payées aux héritiers des victimes et ceux de Rebecca Nurse reçurent la somme de 25 livres. En 1706, Ann Putnam fit des excuses publiques, mentionnant particulièrement Rebecca Nurse. En 1712, le pasteur qui avait excommunié Rebecca Nurse abrogea formellement sa décision. Francis Nurse vécut jusqu'au 22 novembre 1695. La maison où il avait vécu avec Rebecca existe toujours et est conservée par une société historique.